# 统计量
统计量 或 抽样统计量 是样本测量的一种属性（例如，计算样本算术平均值）。 它计算的通过对数据集进行某种函数（统计算法）的运算后得到的值。
统计学定义一个统计量为一个总体参数的点估计量。统计量的函数本身可以用于计算全体数据，而统计量则将抽取的样本作用于这一函数。
统计量不同于统计参数。统计参数通常由于数量过大而不便于统计计算。而统计量仅仅统计抽出来的样本。统计量可以用于对统计参数进行估计。

## 例子
例如，在计算样本的算术平均值时，算法会先将所有数据的值累加，然后除以样本数。 如果我们计算的是样本的平均值，我们就可以称其为统计量；这个值用于估计整体数据的平均值。 算数平均值本身之所以不能被叫做统计量因为其计算了全部数据而不仅仅是样本。
包括统计量的例子
- 上述例子中讨论的样本均值讨论了，类似还有样本中位数
- 样本方差 和样品标准差
- T检验， 卡方检验， F检验
- 顺序统计量，包括样本的最大值和最小值
- 样本动差，包括峰度和偏度

## 属性

### 可观察性
统计量是一个可观察的随机变量，这是它与统计参数的直接区别 ，统计参数包含一个不可观察的随机变量从而可以描述统计总体。 统计参数必须要在整体数据都可被观察的时候才能计算，例如，一个完美的人口普查。

### 便捷性
统计量也常通过随机采样来考察一个或多个统计变量的概率分布。举例来说，一个统计参数用于计算北美所有 25 岁的男性人口的平均身高。作为采样，我们随机地选择了 100 名符合条件的人测量了身高；这 100 人的平均身高是比较容易被统计出来的，而全部符合条件的人的平均身高是很难统计的，除非把每个人都拿来测量一遍身高。当然，如果普查了所有人，那么计算得到的数据则是统计参数，而非统计量。

### 统计特性
统计量的一些重要的统计特性包括完整性、 一致性、 自洽性， 无倾向性、最小均方差估计、低方差、鲁棒性和计算的方便性。

## 与统计参数的区别

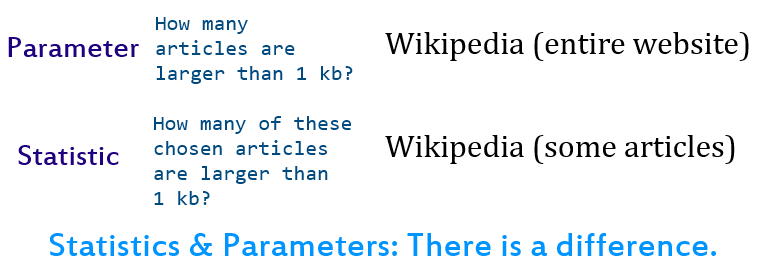
配图解释了统计参数和统计量的区别。统计参数：维基百科中有多少大于 1kb 的文章？统计量：选中的这些维基百科文章中有多少大于 1kb？